# Bursera simaruba
Bursera simaruba (thường được gọi là gumbo-limbo, copperwood, và chaca) là một loài trong họ Trám (Burseraceae). Đây là loài bản địa các khu vực nhiệt đới châu Mỹ từ cực đông nam Hoa Kỳ (nam Florida) qua Mexico và Caribbe đến Brazil, Jinotega và Venezuela. Một ví dụ về môi trường sống của nó là ở rừng ngập mặn Petenes ở Yucatán, nơi nó là một loài cây bán nổi trội.